# Lagerstroemia villosa
Lagerstroemia villosa är en fackelblomsväxtart som beskrevs av Nathaniel Wallich och Wilhelm Sulpiz Kurz. Lagerstroemia villosa ingår i släktet Lagerstroemia och familjen fackelblomsväxter. Inga underarter finns listade i Catalogue of Life.